# Linfangioleiomiomatosi
La  linfangioleiomiomatosi (LAM) è una rara patologia polmonare per cui si ha una proliferazione non controllata di cellule muscolari lisce, che invadono il polmone. Colpisce prevalentemente le donne, specialmente durante gli anni fertili.
Il termine LAM sporadico viene utilizzato per i pazienti con LAM non associati al complesso della sclerosi tuberosa (TSC), mentre il TSC-LAM si riferisce al LAM associato al TSC.

## Storia
Individuata per la prima volta nel 1918 da R. Lutembacher, da allora diversi studi cercarono di individuare un'eziologia, come quello di von Stossel nel 1937.

## Epidemiologia
Patologia rara, colpisce quasi esclusivamente il sesso femminile, infatti i casi in cui è il sesso maschile ad essere interessato sono pochissimi, l'età più colpita è quella che intercorre dai 20 ai 40 anni, colpisce prevalentemente i caucasici. La sua incidenza è stata calcolata in 1 ogni 400 000 persone.
La dispnea da sforzo (mancanza di respiro) e lo pneumotorace spontaneo (collasso polmonare) sono stati riportati come la presentazione iniziale della malattia rispettivamente nel 49% e nel 46% dei pazienti.

## Sintomatologia
La linfangioleiomiomatosi (chiamata anche, in breve, LAM) è una malattia che può presentarsi in forma isolata, definita “sporadica”, o nel contesto di un'altra rara malattia, la sclerosi tuberosa: in questi casi la LAM rappresenta la forma di interessamento polmonare della sclerosi tuberosa. I sintomi possono includere mancanza di respiro, pneumotoraci, dolore toracico, tosse o fatica.
Circa il 50% delle donne con LAM sviluppano un tumore benigno al rene chiamato angiomiolipoma, comunemente associato ad un'altra malattia rara, la sclerosi tuberosa. Nei primi stadi della malattia, le donne con LAM sentono affanno solamente durante l'esercizio fisico intenso, ma, con l'avanzare della malattia, l'affanno può verificarsi anche quando sono a riposo. Possono inoltre sentire dolore al torace, o essere soggette a tosse, che a volte può portarle ad espellere piccole quantità di sangue. Possono inoltre sviluppare in alcuni casi versamenti pleurici o ascitici di natura chilosa (costituiti cioè da linfa) ed avere i linfonodi ingrossati. Poiché alcuni di questi sintomi sono comuni ad altre condizioni come l'asma, l'enfisema e la bronchite cronica, le donne con LAM hanno spesso una diagnosi tardiva. La maggior parte delle donne con il LAM (sei su sette) è soggetta a pneumotorace.
La LAM può non essere sospettabile solo sulla base di una radiografia del torace; è necessaria una TAC ad alta risoluzione al torace per porre una diagnosi definitiva. Una ecografia addominale e/o una TAC o RMN dell'addome possono permettere l'identificazione degli angiomiolipomi renali, presenti in circa il 30-50% delle donne con LAM. Con il progredire della malattia, la LAM porta ad una progressiva distruzione del tessuto polmonare, causato dalla formazione di cisti. La capacità polmonare declina progressivamente, con la conseguente necessità di ossigenoterapia. Nelle fasi avanzate, il trapianto di polmoni costituisce l'unica opzione terapeutica possibile.
Si stima che nel mondo ci siano più di 250 000 donne con LAM. La LAM si verifica quasi esclusivamente in donne, e per questo motivo taluni ricercatori sostengono che la malattia possa avere una relazione con gli ormoni, anche se a tutt'oggi nessun approccio terapeutico con terapie ormonali ha sortito benefici certi. In alcune malate la gravidanza causa una accelerazione della malattia.

## Prognosi e Terapie
Per i pochi casi riportati non esiste una valutazione corretta della possibile prognosi. A volte è mortale per via dell'insufficienza respiratoria sopravvenuta; si pensa che l'aspettativa di vita sia tra i 10 e i 20 anni dall'avvenuta scoperta della patologia. Nelle fasi avanzate il trapianto ai polmoni costituisce l'unica opzione terapeutica possibile.
Non esiste una cura né un trattamento efficace, tuttavia sono in fase di sperimentazione diversi farmaci, come gli inibitori delle mTor (sirolimus, everolimus) che stanno aprendo nuove prospettive.  Sono stati pubblicati sul New England Journal of Medicine (NEJM) i risultati positivi del MILES Trial ovvero la sperimentazione dello Sirolimus in pazienti con Linfangioleiomiomatosi.
È decollato anche in Italia il trial clinico dell'Everolimus per pazienti affetti da Linfangioleiomiomatosi presso l'Ospedale San Giuseppe a Milano.

## Associazioni
Negli USA esistono la LAM foundation e la LAM Treatment Alliance che si occupano di ricerca e di supporto ai pazienti e alla loro famiglie, e negli ultimi anni sono nate molte altre organizzazioni anche in diversi paesi d'Europa.
Negli ultimi anni sono stati fatti passi significativi nel comprendere, diagnosticare e trattare i sintomi e le complicazioni della LAM. Tuttavia esiste un urgente bisogno di accrescere la conoscenza della LAM in campo medico-scientifico e pubblico, affinché in futuro le donne possano arrivare ad una corretta diagnosi in tempi più brevi. È altresì estremamente importante raccogliere fondi per finanziare la ricerca sulla malattia, per arrivare a trovare un trattamento sicuro ed efficace nei tempi più rapidi possibili.
In Italia esistono due associazioni di Volontariato Non Profit. Dal 2003 l'A.I.LAM - ONLUS (Associazione Italiana Linfangioleiomiomatosi) fornisce supporto alle pazienti e raccoglie fondi da destinare alla ricerca e dal 2009 LAM ITALIA ONLUS ( Associazione Italiana Linfangioleiomiomatosi), che promuove la ricerca sulla malattia ed ha organizzato la Prima Conferenza Europea Lam con lo scopo di accelerare la ricerca di un trattamento e cura per la LAM.